# 熱迪納島
62°21′16″S 59°41′02″W / 62.35444°S 59.68389°W
熱迪納島是南極洲的島嶼，屬於南設得蘭群島中歐諾古爾群島的一部分，處於羅伯特島西北面，長0.28公里、寬0.13公里，該島嶼以保加利亞西部的鄉鎮命名。

## 外部連結
- Bulgarian Antarctic Gazetteer. （页面存档备份，存于） Antarctic Place-names Commission. (details in Bulgarian, basic data （页面存档备份，存于） in English)